# حفص بن عمر الحوضي
حفص بن عمر بن الحارث بن سخبرة، أبو عمر الحوضي. الأزدي النمري من النمر بن غيمان البصري، من أئمة الحديث وهو ثقة ثبت، يُقال: مولى بني عدي. قال علي بن المديني:«اجتمع أهل البصرة على عدالة أبي عمر الحوضي وعبد الله بن رجاء». وقال أحمد: ثبت ثبت متقن، لا يؤخذ عليه حرف واحد. توفي في جمادى الآخرة سنة خمس وعشرين ومائتين.

## روايته للحديث النبوي
- حدث عن: هشام الدستوائي وأبي حرة الرقاشي واصل بن عبد الرحمن وشعبة وهمام ويزيد بن إبراهيم التستري ومحمد بن راشد المكحولي وطبقتهم.
- حدث عنه: البخاري وأبو داود والبخاري أيضا والنسائي بواسطة ومحمد بن عبد الرحيم صاعقة وأحمد بن الفرات وأحمد بن داود المكي وإسماعيل القاضي وعبد الله بن أحمد الدورقي وعثمان بن عبد الله بن خرزاذ ومحمد بن أيوب الرازي وأبو خليفة ومعاذ بن المثنى وأحمد بن محمد بن علي الخزاعي وخلق كثير.[5]

## أقوال العلماء فيه
الجرح والتعديل
- أبو حاتم الرازي: صدوق متقن وهو أعرابي فصيح.
- أبو سعد السمعاني: كان صدوقًا ثبتًا.
- أحمد بن حنبل: ثبت ثبت متقن متقن لا يؤخذ عليه حرفًا واحدًا
- ابن حجر العسقلاني: ثقة ثبت عيب بأخذ الأجرة على الحديث.
- ابن عساكر الدمشقي: وثقه.
- الدارقطني: ثقة.
- الذهبي: ثبت حجة.
- عبد الباقي بن قانع البغدادي: وثقه.
- عبيد الله بن جبلة الأزدي: صاحب كتاب متقن.
- علي بن المديني: اجتمع أهل البصرة علي عدالة أبي عمر الحوضي، ومرة: ثبت.
- محمد بن وضاح القرطبي: وثقه.
- مسلمة بن القاسم الأندلسي: وثقه.
- يحيى بن معين: ثقة.
- يعقوب بن شيبة السدوسي: كان من المتثبتين.